# Salima Souakri
Salima Al-Souakri-Dahmani (ar. سليمة سواكري ;ur. 6 grudnia 1974 w Algierze) – algierska judoczka. Czterokrotna olimpijka. Zajęła piąte miejsce w Barcelonie 1992, Atlancie 1996 i Atenach 2004; siódma w Sydney 2000. Walczyła w wadze ekstralekkiej i półlekkiej.
Piąta na mistrzostwach świata w 1999 i 2001; uczestniczka zawodów w 1991, 1993, 1995, 1997 i 2003. Startowała w Pucharze Świata w latach 1992, 1995-1997 i 1999-2001. Złota medalistka igrzysk śródziemnomorskich w 2001 i srebrna w 1997. Mistrzyni igrzysk afrykańskich w 1995, 1999 i 2003. Sześciokrotna złota medalistka mistrzostw Afryki w latach 1996 - 2006.

## Letnie Igrzyska Olimpijskie 1992
| Konkurencja | Eliminacje           | Eliminacje             | Eliminacje                 | Finały               | Finały                 | Klas. końcowa |
| Konkurencja | Przeciwnik I         | Przeciwnik II          | 1/4                        | Półfinał             | O 3 miejsce            | Miejsce       |
| ----------- | -------------------- | ---------------------- | -------------------------- | -------------------- | ---------------------- | ------------- |
| 48 kg       | Donna Hilton (NZL) Z | María Villapol (VEN) Z | Michaela Bornemann (AUT) Z | Cécile Nowak (FRA) P | Amarilis Savón (CUB) P | 5.            |

## Letnie Igrzyska Olimpijskie 1996
| Konkurencja | Eliminacje            | Eliminacje             | Repasaże             | Repasaże                 | Finały                | Klas. końcowa |
| Konkurencja | Przeciwnik I          | Przeciwnik II          | Przeciwnik I         | Przeciwnik II            | O 3 miejsce           | Miejsce       |
| ----------- | --------------------- | ---------------------- | -------------------- | ------------------------ | --------------------- | ------------- |
| 48 kg       | Hülya Şenyurt (TUR) Z | Amarilis Savón (CUB) P | Hillary Wolf (USA) Z | Tatjana Moskwina (BLR) Z | Yolanda Soler (ESP) P | 5.            |

## Letnie Igrzyska Olimpijskie 2000
| Konkurencja | Eliminacje           | Eliminacje               | Eliminacje              | Repasaże                 | Repasaże                  | Klas. końcowa |
| Konkurencja | Przeciwnik I         | Przeciwnik II            | 1/4                     | Przeciwnik I             | Przeciwnik II             | Miejsce       |
| ----------- | -------------------- | ------------------------ | ----------------------- | ------------------------ | ------------------------- | ------------- |
| 52 kg       | Inge Clement (BEL) Z | Isabelle Schmutz (SUI) Z | Noriko Narazaki (JPN) P | Luce Baillargeon (CAN) Z | Ioana Dinea-Aluaș (ROU) P | 7.            |

## Letnie Igrzyska Olimpijskie 2004
| Konkurencja | Eliminacje           | Eliminacje           | Repasaże                   | Repasaże                  | Finały                 | Klas. końcowa |
| Konkurencja | Przeciwnik I         | Przeciwnik II        | Przeciwnik I               | Przeciwnik II             | O 3 miejsce            | Miejsce       |
| ----------- | -------------------- | -------------------- | -------------------------- | ------------------------- | ---------------------- | ------------- |
| 52 kg       | Petra Nareks (SLO) Z | Xian Dongmei (CHN) P | Raffaella Imbriani (GER) Z | Ioana Dinea-Aluaș (ROU) Z | Amarilis Savón (CUB) P | 5.            |